# Підвірний Володимир Петрович
Володимир Петрович Підвірний (нар. 12 січня 1990) — український футболіст, захисник.

## Клубна кар'єра
Вихованець луцької «Волині». Потім перейов до львівських «Карпат», у складі яких до 2007 року виступав у ДЮФЛУ. За першу команду на дорослому рівні не виступав, виходив на поле в матчах дублюючого складу (21 поєдинок). Тому виступав за другу команду львів'ян, за яку дебютував 24 листопада 2006 року в програному (1:2) виїзному поєдинку 18-о туру групи А Другої ліги проти івано-франківського «Факела». Володимир вийов на поле на 46-й хвилині, замінивши Романа Кузика. Дебютним голом на професіональному рівні відзначився 5 жовтня 2008 року на 85-й хвилині нічийного (1:1) домашньому поєдинку 13-о туру групи А Другої ліги проти іллічівського «Бастіона». Підвірний вийшов на поле в стартовому складі та відіграв увесь матч. У команді виступав до 2010 року, за цей час у Другій лізі зіграв 52 матчі та відзначився 2-а голами.
Під час зимової перерви сезону 2010/11 років перейов до «Енергетика». Дебютував у футболці бурштинського колективу 23 квітня 2011 року в нічийному (0:0) виїзному поєдинку 27-о туру Першої ліги проти кіровоградської «Зірки». Володимир вийшов на поле 90-й хвилині, замінивши Ігора Долотка, а на 90+3-й хвилині отримав жовту картку. В «Енергетику» був гравцем основної обойми, за півтора сезони, проведені  в бурштинському колективі, зіграв у 24-х матчах Першої ліги. Сезон 2012/13 років розпочав у МФК «Миколаєві», за який дебютував 14 липня 2012 року в програному (0:2) домашньому поєдинку 1-о туру Першої ліги проти харківського «Геліоса». Підвірний вийов на поле на 46-й хвилині, замінивши Ігора Крижанівського. У складі «корабелів» липні серні 2012 року зіграв 3 матчі в Першій лізі та 1 поєдинок у кубку України. Другу частину сезону 2012/13 років перебував на контракті в дніпродзержинській «Сталі», але не зіграв за першу команду жодного офіційного поєдинку.
У 2013 році виступав в аматорському клубі «Зоря» (Городиславичі), наступний рік розпочав у «Самборі». Потім виїхав до Словаччини, де підписав контракт з нижчоліговим «Вранов-над-Топльоу». У Словаччині не зіграв жодного офіційного мату. І вже незабаром перейшов до «Відзева», яка готувалася до нового сезону після вильоту з Екстракляси. У Першій лізі Польщі відіграв 10 матчів, після чого перейшов до нижчолігового німецького клубу «Блау-Вайс'90» (10 матчів). У 2015 році повернувся до України де захищав кольори аматорського колективу СКК «Демня». У 2016 році підсилив третьоліговий польський «Блакитни» (Рацяж). По завершенні сезону залишив команду та перейшов до «Космосу» (Новотанєц), з третьої ліги чемпіонату Польщі. В команді відіграв першу частину сезону 2016/17 (16 матчів, 1 гол). У 2017 році виїхав до Канади, де виступав у вищому дивізіоні місцевого чемпіонату за «Воркуту» (Торонто). Також виступав у Другому дивізіоні канадського чемпіонату за «Воркуту Б».

## Кар'єра в збірній
Викликався до юнацьких збірних України різних вікових категорій.